# Maciej Maniecki
Maciej Maniecki z Pigłowic herbu Sokola (zm. 1638) – marszałek sejmu zwyczajnego w Warszawie w 1629 roku, marszałek Trybunału Głównego Koronnego w Piotrkowie w 1631, podkomorzy poznański w latach 1625–1637, podsędek kaliski w latach 1613–1625, wojski kaliski w latach 1612–1613, komornik graniczny kaliski.
Wielokrotny marszałek sejmikowy. Poseł na sejmy w 1619, 1623, 1626 (nadzwyczajny), 1627, 1632, 1633 i 1637. Poseł na sejm zwyczajny 1629 roku z województwa poznańskiego i kaliskiego. Był członkiem konfederacji generalnej zawiązanej 16 lipca 1632 roku.
Poseł poznański na sejm konwokacyjny 1632 roku. Jako poseł województwa poznańskiego i kaliskiego na sejm elekcyjny 1632 roku wszedł w skład komisji korektury prawa koronnego. Deputat na Trybunał Główny Koronny w Piotrkowie w 1631 roku z województwa poznańskiego.
Poseł na sejm koronacyjny 1633 roku.
Był elektorem Władysława IV Wazy z województwa poznańskiego w 1632 roku, podpisał jego pacta conventa.